# Odontomyia kamande
Odontomyia kamande är en tvåvingeart som beskrevs av Norman E. Woodley 2001. Odontomyia kamande ingår i släktet Odontomyia och familjen vapenflugor.
Artens utbredningsområde är Kongo. Inga underarter finns listade i Catalogue of Life.